# Hire Wankal Kunta, Yelbarga
Hire Wankal Kunta là một làng thuộc tehsil Yelbarga, huyện Koppal, bang Karnataka, Ấn Độ.